# Alfred Pfoser

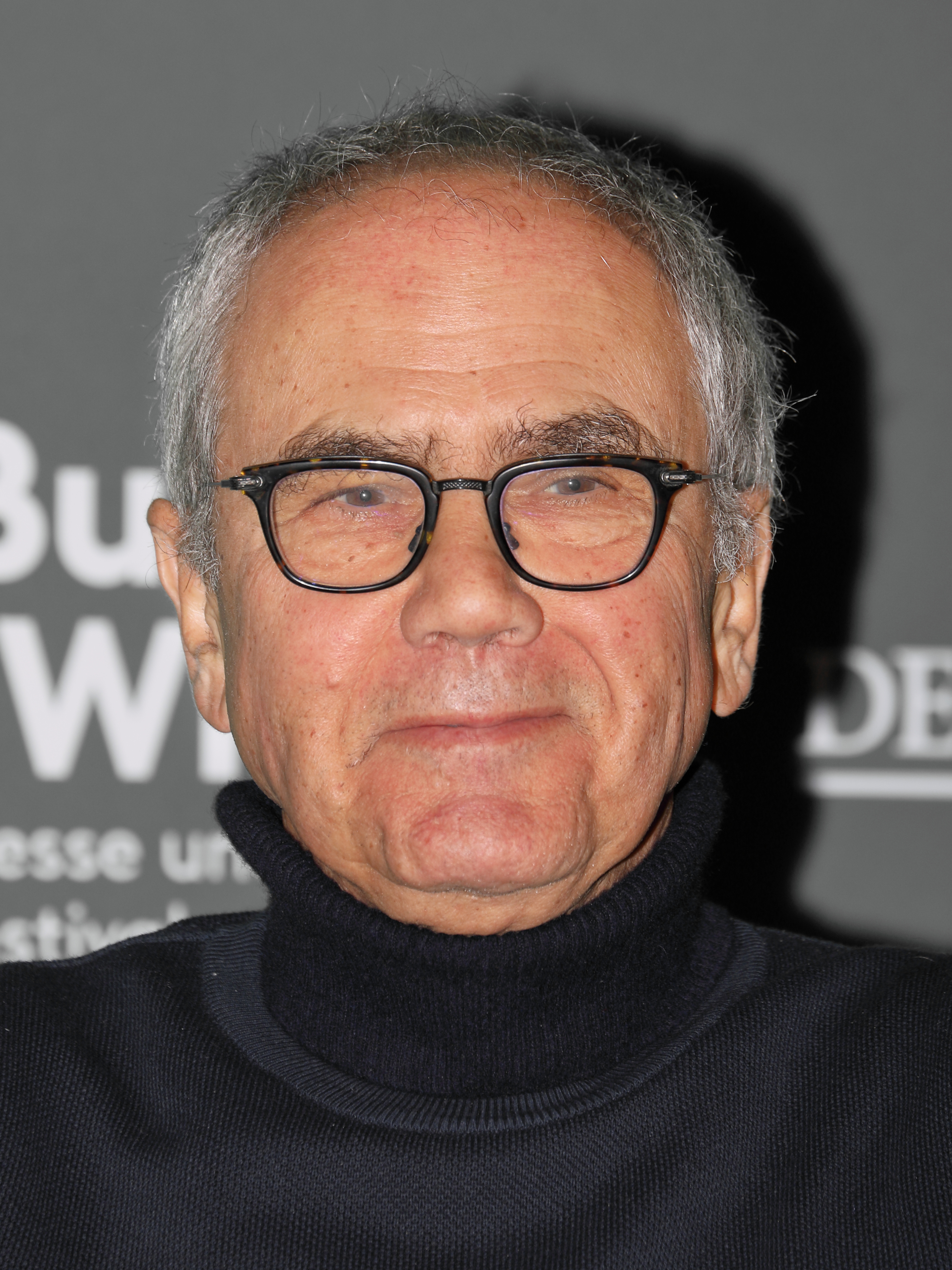
Alfred Pfoser (2024)

Alfred Pfoser (* 12. Jänner 1952 in Wels) ist ein österreichischer Historiker und Bibliothekar.

## Leben
Nach dem Studium der Germanistik und Geschichte in Salzburg arbeitete Alfred Pfoser als Lehrer an einem Gymnasium in Wien, später als Mitarbeiter der Dokumentationsstelle für neuere österreichische Literatur. Als Gastprofessor (visiting professor) war er an der Washington University in St. Louis. Seit 1982 war er bei den Büchereien Wien tätig, einige Zeit als Leiter des Ankaufslektorats, von 1998 bis 2007 leitete er das ganze Bibliotheksnetz. Von Sommer 2007 bis 2016 war er Leiter der Druckschriftensammlung und stellvertretender Bibliotheksdirektor der Wienbibliothek im Rathaus.
Von 2004 bis 2008 war Pfoser Vorsitzender des BVÖ (Büchereiverbandes Österreichs).
Journalistisch – unter anderem in den Salzburger Nachrichten – und publizistisch veröffentlichte Pfoser vorrangig Arbeiten zur österreichischen Literatur- und Kulturgeschichte. Weiterhin arbeitete er an Ausstellungen mit, etwa an Mit uns zieht die neue Zeit. Arbeiterkultur in Österreich  1918–1934 in Wien 1981.
2019 erhielt Pfoser den Victor-Adler-Staatspreis für Geschichte sozialer Bewegungen.

## Werke
- Die Judenfrage in der ‚Oberdeutschen Allgemeinen Litteratur-Zeitung‘ (1788–1811). Veröffentlichungen des Historischen Instituts der Universität Salzburg, Geyer-Edition, Salzburg/Wien 1977.
- Literatur und Austromarxismus. Löcker, Wien 1980, ISBN 3-85409-010-2.
- (zusammen mit Kristina Pfoser-Schewig und Gerhard Renner): Schnitzlers ‚Reigen‘. Analysen und Dokumente. Band 1: Der Skandal. Band 2: Die Prozesse. Fischer-Taschenbuch-Verlag, Frankfurt am Main 1993, ISBN 3-596-10894-2 und ISBN 3-596-10895-0.
- Die Wiener Städtischen Büchereien. Zur Bibliothekskultur in Österreich. Wien 1994, ISBN 3-85114-153-9.
- Zur Geschichte der Öffentlichen Bibliotheken in Österreich. Hrsg. von Alfred Pfoser und Peter Vodosek. Wien 1995, ISBN 3-901639-01-2.
- Der Gürtel wird Bibliothek. Ein neues Wahrzeichen für Wien. Verein der Freunde der Wiener Städtischen Büchereien, Wien 2001.
- Gemeinsam mit Andreas Weigl: Die erste Stunde Null. Gründungsjahre der österreichischen Republik 1918–1922. Residenz, Salzburg 2017, ISBN 978-3-7017-3422-1.
- Gemeinsam mit Bernhard Hachleitner, Katharina Prager und Werner Michael Schwarz: Die Zerstörung der Demokratie. Österreich, März 1933 bis Februar 1934. Residenz, Salzburg 2023, ISBN 978-3-7017-3587-7.
- Gemeinsam mit Béla Rásky und Hermann Schlösser: Maskeraden. Eine Kulturgeschichte des Austrofaschismus. Residenz, Salzburg 2024, ISBN 978-3-7017-4721-4.